# Herbert Keddi
Herbert Keddi, né le 7 décembre 1937 et mort en 2000, est un homme politique est-allemand. Il est brièvement ministre des Transports en 1990.

## Sources
- (de) Cet article est partiellement ou en totalité issu de l’article de Wikipédia en allemand intitulé « Herbert Keddi » (voir la liste des auteurs).